# Арефьева, Ольга Викторовна
О́льга Ви́кторовна Аре́фьева (род. 21 сентября 1966, Верхняя Салда, Свердловская область) — русская певица, музыкант и поэтесса, создательница и лидер группы «Ковчег».

## Ранние годы
Родилась в городе Верхняя Салда Свердловской области. Отец — инженер-электротехник, мать — метеоролог; оба учились в Саратовском университете. После окончания университета мать Ольги, Светлану, распределили в Верхнюю Салду. Отец, Виктор, переехал вместе с матерью и заканчивал учёбу заочно в Уральском политехническом институте на электрофаке. Начального музыкального образования Ольга Арефьева не получила; музыкой стала самостоятельно заниматься с 8-го класса, когда отец купил ей гитару. Одной из первых сыгранных на гитаре песен для Ольги Арефьевой стала ария Мэри авторства Шнитке из кинофильма «Пир во время чумы». Училась играть и петь в том числе на классическом советском репертуаре: песнях Аллы Пугачёвой, Жанны Бичевской, Булата Окуджавы, цыганских песнях.
В 1983 году переехала в Свердловск. Поступила на физический факультет Уральского государственного университета, но через два года поступила в Свердловское музыкальное училище имени П. И. Чайковского по классу эстрадного вокала, после чего оставила университет. Её учителем по вокалу был Валерий Борисович Гуревич — известный педагог, вырастивший многих учеников (в основном — оперных певцов).
Во время учёбы в музыкальном училище выступала в составе рок-клубовской группы «Раут». Группа дала один-единственный концерт на сцене рок-клуба, будучи участником второй творческой мастерской, проходившей 2 августа 1986 года. Сразу после этого концерта «Раут» прекратил своё существование.
В 1987 году стала лауреатом всесоюзного конкурса «Юрмала-87». Кроме того, являлась дипломантом фестивалей авторской песни, участвовала в 1990 году в легендарном фестивале «Рок-Акустика» в Череповце. Была организатором первого рок-фестиваля акустики в Свердловске «Свердловск-акустика» в 1990 году.

## Музыкальная карьера
С января 1990 года живёт в Москве, где создала группу «Ковчег». Разные составы носили или носят названия, собственно, «Ковчег», а также «Акустик-Ковчег», «Блюз-Ковчег», «Рояль-Ковчег», «Регги-Ковчег», «Шарабан-Ковчег» (с 2003 по 2019 год назывался «Шансон-Ковчег») и «Кабаре-Ковчег» в зависимости от стиля исполняемой музыки. Участником многих (но не всех) составов помимо самой Ольги являлся виолончелист и клавишник Пётр Акимов. Выпустила с группой 17 студийных и 8 концертных альбомов, а также 3 сольных альбома. В записи трёх альбомов принимал участие бас-гитарист Тони Левин. Помимо того, в разное время создала проекты «Триптиц», «Анатомия», «Белые цыгане», «Рождественские песни», «Песни о смерти» и другие.
В 1995 году окончила институт им. Гнесиных по классу эстрадного вокала, где обучалась у Льва Лещенко. В автобиографической книге он назвал её одной из самых достойных своих учениц.
В 2001 году приняла участие в шоу «Рождественские встречи» Аллы Пугачёвой.
С января 2003 года ведёт тренинг «Человеческая комедия», где занимается движением, голосом, речью, ритмом, перформансом и импровизацией.
В 2004 году создала перформанс-группу «KALIMBA» (первоначально — «O.V.O.»). О первой постановке группы (впоследствии давшей ей название) критик Е. Васенина отозвалась так: «Если чуть поумерить ньюэйдж спектакля, я бы назвала „Калимбу“ лучшим московским спектаклем современного танца уходящего сезона — при всей его замороченности он самый не вымороченный, страстный и живой». В дальнейшем группой созданы спектакли «Бяки», «Белковый ангел», «Орфей», «Песни о смерти», «Алиса». Визуальные номера KALIMBA включались в концерты «Ковчега», с участием группы сняты многие клипы на песни Ольги Арефьевой. Помимо того, в 2014 году был поставлен спектакль «Приключения в романе» по книге Ольги Арефьевой «Смерть и приключения Ефросиньи Прекрасной» в коллаборации с актёром и режиссёром Олегом Жуковским.

## Литературная деятельность
Во второй половине 1990-х годов в качестве поэта и публициста печаталась в «толстых» литературных журналах «Октябрь» и «Знамя». В 1998 году за подборку стихотворений получила литературную премию журнала «Знамя». В 1999 году по инициативе Алексея Дидурова как победитель конкурса поющих поэтов принята в Союз писателей Москвы.
В сентябре 2007 года вышла книга Ольги Арефьевой «Смерть и приключения Ефросиньи Прекрасной» (издательство «Livebook/Гаятри»), получившая литературную премию «Астрея» и вошедшая в лонг-лист премии «Большая книга». В сентябре 2008 года в том же издательстве была опубликована книга Ольги Арефьевой «Одностишийа», в 2016 году вышел другой сборник стихотворных миниатюр Арефьевой — преимущественно моностихов, представляющих собой, по мнению Дмитрия Кузьмина, малоинтересные подражания Владимиру Вишневскому. В то же время книжный обозреватель «Газеты.ru» Владимир Цыбульский отозвался о книге в позитивном ключе: «Из милых афоризмов-однострочек, ритмизованных приколов и интеллектуальных смайликов, подхваченных френдовой пересылкой, сложилась если не энциклопедия, то карманный словарик современной русской жизни».
В 2014 году опубликована книга детских стихов «Иноходец» с собственными иллюстрациями автора. В 2021 году малым тиражом вышла книга стихотворений и в то же время раскраска «Три-Краска».

## Дискография
Ольга Арефьева является автором более 600 песен, выпустила более 30 альбомов и сборников.

### Студийные альбомы Ольги Арефьевой и группы «Ковчег»
- 1994 — Акустик-Ковчег
- 1995 — Батакакумба
- 1999 — Божия коровка
- 1999 — Колокольчики. Переиздание первого студийного альбома 1994 года с добавлением нескольких неизданных треков[33].
- 2000 — Регги левой ноги (записан в 1994—1999)
- 2004 — Кон-Тики
- 2006 — А и Б
- 2010 — Авиатор
- 2011 — Снег
- 2012 — Хвоин
- 2013 — Театр
- 2015 — Время, назад
- 2016 — Джейн
- 2016 — Глина
- 2017 — Ангел и девочка
- 2017 — Триптиц
- 2018 — Ияо
- 2023 — Амона Фе

### Концертные альбомы Ольги Арефьевой и группы «Ковчег»
- 1992 — Блюз-Ковчег. Концерт в Химках[34][35]
- 1993 — Аку-Аку. Концерт в «Аку-Клубе». Официально не выпускался, «ходил по рукам» в формате самиздата[36].
- 1994 — Reggae-Ковчег. Концерт в клубе «Секстон-ФоЗД»[37]
- 1997 — Девочка-скерцо. Запись концерта Ольги Арефьевой и группы «Ковчег» в ЦДХ (Москва) 11 мая 1997.
- 1998 — Сторона От. Запись концерта Ольги Арефьевой и группы «Ковчег» в ЦДХ (Москва) 6 февраля 1998.
- 2001 — Анатомия. Концертный двойник Ольги Арефьевой и питерского виолончелиста Петра Акимова. Записан на концертах в Политехническом музее 11.04.00. и в ЦДХ 27.10.00.
- 2004 — Письма бабочек. Концертный альбом, записан на концертах в ЦДХ и Политехническом музее в 2002—2003.
- 2005 — Крутится-вертится. Запись с концерта проекта «Шансон-Ковчег» в ЦДХ 29 января 2005
- 2008 — Каллиграфия. Акустический двойной концертный CD+DVD с участием Tony Levin (бас-гитара). Записи и съемки 2003—2008.

### Сольные альбомы Ольги Арефьевой
- 2007 — Смерть и приключения Ефросиньи Прекрасной. Саунд-трек к книге
- 2020 — Хина
- 2020 — Как я стал клоуном. Первое представление этого альбома прошло в московском цирке танцующих фонтанов «Аквамарин»[38].
- 2021 — Ko-Mix

### Синглы
- 2023 — Кали Ягода
- 2024 — Зелёная сада

### Официальные mp3-сборники
- 2002 — Первый официальный mp3-сборник (альбомы «Батакакумба», «Девочка скерцо», «Сторона От», «Колокольчики», «Регги левой ноги»)
- 2007 — Второй официальный mp3-сборник (альбомы «Божия коровка», «Анатомия», «Письма бабочек», «Кон-Тики» и «Крутится-вертится»)

### Официальные видео-антологии
- 2003 — Видеоантология (CD-двойник с материалами 1990—2001 годов)
- 2006 — KALIMBA. Видео-версия спектакля KALIMBA с участием Ольги Арефьевой на DVD.

### Домашние альбомы
- 1991 — Ковчег-91 (1991). Домашний магнитоальбом без названия. Иногда ошибочно проходит под названием «А и Б Ковчег» (по аналогии с альбомом «А и Б» 2006 года).

### Неофициальные альбомы
- 1995 — Камикадзе любви. Концерт в клубе «Не бей копытом». Неофициальный альбом[39]. Выпущен без ведома музыкантов и их разрешения ООО НПФ «Виктория» (таким образом, является пиратским).

Аранжировки и запись альбомов «Хина», «Как я стал клоуном» и «Ko-Mix» Ольга сделала полностью самостоятельно, используя виртуальные инструменты на iPad. Наряду со звукомонтажом, Арефьева с 2007 года самостоятельно создаёт свои видеоклипы и монтирует концертные видеоролики.

## Личная жизнь
Во многих источниках указывается, что Ольга Арефьева была замужем. В качестве первоисточника этой информации указываются «близкие люди». Тем не менее, сама Арефьева никогда не подтверждала эту информацию ни в одном интервью.